# Vanessa rubria
Vanessa rubria är en fjärilsart som beskrevs av Hans Fruhstorfer 1909. Vanessa rubria ingår i släktet Vanessa och familjen praktfjärilar. Inga underarter finns listade i Catalogue of Life.